# Jefferson City

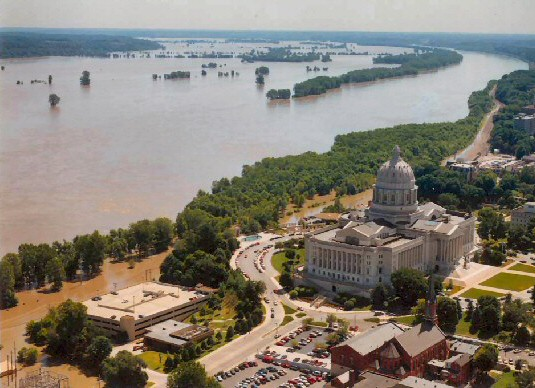
Vista de Jeffersson City, 1993

Jefferson City és la capital de l'estat de Missouri, als Estats Units. La ciutat deu el seu nom a Thomas Jefferson. Segons el cens de 2000, la població era de 39.636 habitants i de 43.332 el 2011. És al Comtat de Cole.

## Geografia
Segons l'Oficina del Cens dels Estats Units, la ciutat té una àrea total de 73.2 km². 70,6 km² són terra i 2,6 km² és aigua.

## Fills il·lustres
- Jack Kilby (1923 - 2005) enginyer, Premi Nobel de Física de l'any 2000.